# O Gorizia tu sei maledetta
O Gorizia tu sei maledetta, nota anche come Gorizia, è una canzone di guerra antimilitarista composta in seguito della Sesta battaglia dell'Isonzo durante la prima guerra mondiale, battaglia che portò l'esercito italiano alla conquista della città.

## Descrizione
Fa riferimento alla Sesta battaglia dell'Isonzo in cui persero la vita circa 21 000 soldati italiani e 9 000 soldati austroungarici. La versione originale venne raccolta da Cesare Bermani a Novara, secondo la testimonianza di un uomo che l'aveva ascoltata dai fanti durante la presa di Gorizia, il 10 agosto. Nata dalla frustrazione dei soldati italiani a seguito della sesta battaglia dell'Isonzo, che aveva portato alla conquista di Gorizia da parte delle truppe italiane, al prezzo però di un alto costo in vite umane, era considerata come immorale, disfattista e di stampo anti-bellico dai vertici militari italiani, che decretarono che chiunque fosse stato sorpreso a cantarla, fosse passato per le armi.

## Polemiche
La canzone, censurata e proibita all'epoca, suscitò forti polemiche dopo una pubblica interpretazione nel 1964: come racconta Giovanna Marini:
Lo spettacolo s'intitolava Bella ciao. Un programma di canzoni popolari italiane ed era interpretato dal Nuovo Canzoniere Italiano. Si trattava di un recital organizzato da Filippo Crivelli, Franco Fortini e Roberto Leydi, su invito di Nanni Ricordi per il Festival dei Due Mondi di Spoleto. Gli interpreti erano Sandra Mantovani, Giovanna Daffini, Giovanna Marini, Maria Teresa Bulciolu, Caterina Bueno,  Silvia Malagugini, Cati Mattea, Michele Straniero, il Gruppo di Piadena, accompagnati dalla chitarra di Gaspare De Lama.
In occasione di una replica dello spettacolo, a causa dell'esecuzione di O Gorizia tu sei maledetta, un ufficiale dei carabinieri presente in sala denunciò Straniero, Leydi, Bosio e Crivelli per vilipendio delle forze armate italiane. L'episodio diede un'involontaria notorietà al Nuovo Canzoniere Italiano.

## Interpretazioni
La canzone ha avuto molti interpreti:
- Sandra Mantovani
- Giovanna Marini
- I Gufi nell'album I Gufi cantano due secoli di Resistenza (1965)
- Michele Straniero e Fausto Amodei
- Brigata Sinfonica
- Joe Fallisi
- Les Anarchistes
- Radiofiera
- Baraban
- Globes Trotteurs & Alizée Rosa Elefante
- I Liguriani
- I Luf

## Versioni alternative
Talvolta si aggiunge, prima del ritornello finale, quest'altra strofa, aggiunta in seguito. In origine proviene dal testo di "O Venezia":
Al posto di «O vigliacchi o voi che restate» spesso si canta:
versione che dà anche senso alla strofa seguente perché sono sempre i generali che parlano di «campo d'onore», difficile pensare lo facciano i «vigliacchi».